# Lepisiota palpalis
Lepisiota palpalis är en myrart som först beskrevs av Santschi 1935.  Lepisiota palpalis ingår i släktet Lepisiota och familjen myror. Inga underarter finns listade i Catalogue of Life.